# كلود فرانك
كلود فرانك (بالألمانية: Claude Frank؛ بالإنجليزية: Claude Frank) هو عازف بيانو وموسيقي أمريكي وألماني، ولد في 24 ديسمبر 1925 في نورنبرغ في ألمانيا، وتوفي في 27 ديسمبر 2014 في نيويورك في الولايات المتحدة.

## وصلات خارجية
- كلود فرانك على موقع IMDb (الإنجليزية)
- كلود فرانك على موقع ميوزك برينز (الإنجليزية)
- كلود فرانك على موقع ديسكوغز (الإنجليزية)